# Haitin történt légi közlekedési balesetek listája
A Haitin történt légi közlekedési balesetek listája mind a halálos áldozattal járó, mind pedig a kisebb balesetek, meghibásodások miatt történt, gyakran csak az adott légiforgalmi járművet érintő baleseteket is tartalmazza évenkénti bontásban.

## Haitin történt légi közlekedési balesetek

### 2009
- 2009. október 9., Ganthier község, Fonds-Verrettes közelében, a hegyekben. Egy az Egyesült Nemzetek Szervezete katonai ereje által szolgálatot teljesító felderítő repülőgép a hegyekben a hegyoldalnak csapódott. A 11 áldozat uruguayi és jordániai katonákból tevődött össze, akik a 2004-es zavargások után felállított békemisszióban vettek részt.[1]